# Ned Kelly
Edward Ned Kelly (diciembre de 1854 - † 11 de noviembre de 1880) fue el más famoso bushranger (bandolero) de Australia, forajido, guardabosques, líder de una banda y asesino de policías convicto. Fue uno de los últimos "bushrangers" y se le conoce por llevar una armadura antibalas durante su último tiroteo con la policía. Para muchos australianos es considerado un héroe popular por su desafío a las autoridades coloniales. 

## Biografía
Kelly nació en la entonces colonia británica de Victoria como el tercero de ocho hijos de padres irlandeses. Su padre, un convicto transportado, murió poco después de cumplir una condena de seis meses de prisión, dejando a Kelly, que entonces tenía 12 años, como el varón mayor de la casa. Los Kelly eran una familia de seleccionadores pobres (agricultores que adquirían una parcela de tierra subdividida en régimen de libre elección) que se consideraban oprimidos por los dueños de la tierra (los "squatters") y víctimas de la persecución de la policía de Victoria.
En su adolescencia, Kelly fue arrestado por asociarse con el bushranger Harry Power, y cumplió dos penas de prisión por diversos delitos, la más larga de las cuales fue entre 1871 y 1874 por recibir un caballo robado. Posteriormente se unió a la "Greta mob", un grupo de larrikins de los bushes (un tipo de bosques australianos) que eran conocidos como ladrones de ganado. En 1878 se produjo un violento enfrentamiento con un policía en la casa de los Kelly, y éste fue acusado de intento de asesinato. Huyendo a los montes, Kelly juró vengar a su madre, que había sido encarcelada por su rol en el incidente. Cuando Ned, su hermano menor Dan y dos socios, Joe Byrne y Steve Hart, mataron a tiros a tres policías, el Gobierno de Victoria los proclamó proscritos. 
Kelly y su banda eludieron a la policía durante dos años, gracias en parte al apoyo de una amplia red de simpatizantes. La ola de crímenes de la banda incluyó asaltos en los pueblos de Euroa y Jerilderie, y el asesinato de Aaron Sherritt, un simpatizante convertido en informante de la policía. En una carta de manifiesto (conocida como la "carta de Jerilderie"), Kelly, denunciando a la policía, al gobierno victoriano y al Imperio Británico, puso por escrito su propio relato de los acontecimientos que condujeron a su proscripción. Exigiendo justicia para su familia y los pobres de las zonas rurales, amenazó con graves consecuencias a quienes le desafiaran. En 1880, cuando el intento de Kelly de descarrilar y emboscar un tren de la policía fracasó, él y su banda, vestidos con una armadura fabricada con vertederas de arado robadas, se enzarzaron en un último tiroteo con la policía en Glenrowan. Kelly, el único superviviente, resultó gravemente herido por los disparos de la policía y fue capturado. A pesar de que miles de simpatizantes asistieron a concentraciones y firmaron una petición para su indulto, Kelly fue juzgado, declarado culpable y condenado a morir en la horca, lo que se llevó a cabo en la cárcel de Old Melbourne Gaol en 1880. Según dos periódicos de la época, The Age y The Herald, sus últimas palabras fueron: «Así es la vida» (en inglés, «Such is life»). 
El historiador Geoffrey Serle calificó a Kelly y a su banda como "la última expresión de la frontera sin ley en lo que se estaba convirtiendo en una sociedad altamente organizada y educada, la última protesta del poderoso bush ahora atado con raíles de hierro a Melbourne y al mundo". En el siglo que siguió a su muerte, su osadía y notoriedad lo convirtieron en un icono cultural, inspirando numerosas obras en las artes y la cultura popular, especialmente en el folclore, la literatura y el cine, y es objeto de más biografías que ningún otro australiano. Kelly sigue causando división en su país: algunos lo celebran como el equivalente australiano de Robin Hood, mientras que otros lo consideran un villano asesino que no merece su condición de héroe popular. El periodista Martin Flanagan escribió: "Lo que convierte a Ned en una leyenda no es que todo el mundo lo vea igual, sino que todo el mundo lo vea. Como un incendio forestal en el bush en el horizonte que proyecta su brillo rojo en la noche".

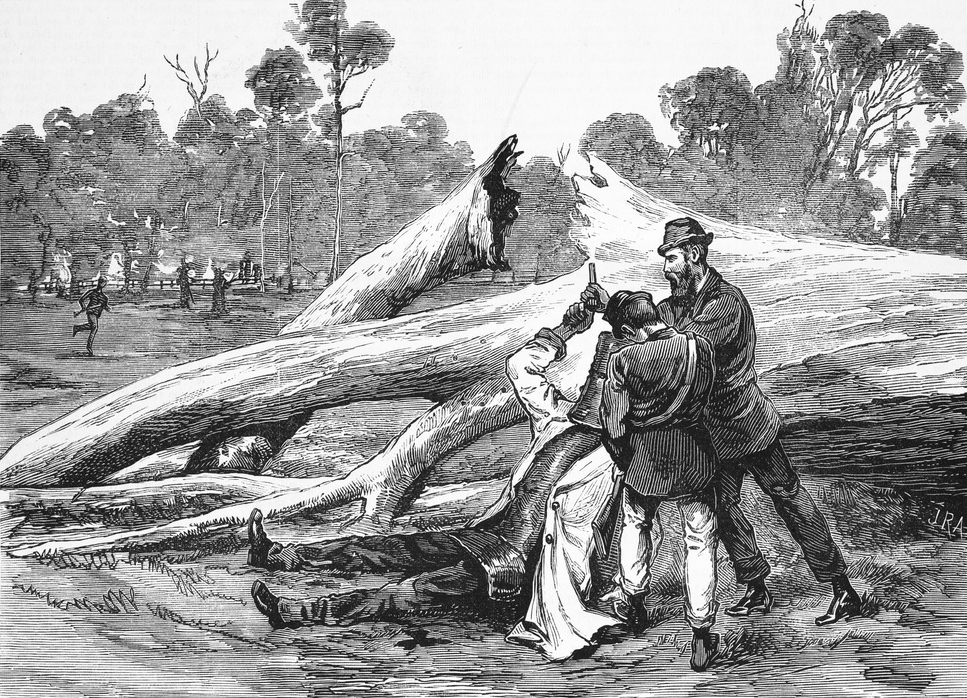
"La captura de Ned Kelly", grabado en madera, impreso en The Illustrated Australian News.

## Legado

### El mito Kelly
El mito de Ned Kelly se ha convertido en algo omnipresente en la cultura australiana y Kelly es uno de los símbolos nacionales más reconocidos de Australia. El académico y folclorista Graham Seal escribe que:

Ned Kelly ha pasado de forajido a héroe nacional en un siglo, y a icono internacional en otros 20 años. El todavía enigmático, ligeramente saturnino y siempre ambivalente bushranger es el indiscutible, aunque no universalmente admirado, símbolo nacional de Australia.

Seal afirma que la historia de Ned Kelly se surte de una serie de mitos, como la tradición Robin-Hoodesca del héroe forajido y el mito del bush australiano como un lugar de libertad frente a la autoridad opresora. Kelly suele ser visto como la encarnación de características que se consideran típicamente australianas, como el desafío a la autoridad, el ponerse del lado de los menos favorecidos y el luchar con valentía por las propias creencias. Según Ian Jones, tras la muerte de Kelly, "sobrevivió una figura como de Robin Hood: guapo, valiente, buen jinete y bushman y buen tirador, devoto a su madre y sus hermanas, un hombre que trataba a todas las mujeres con cortesía, que robaba a los ricos para dárselo a los pobres, que se vestía con el uniforme de sus enemigos para burlarlos. Sobre todo, un hombre que se enfrentaba a los perseguidores policiales de su familia y que se vio abocado al bandolerismo cuando defendió a su hermana de un policía borracho. Así era Ned Kelly el mito[.]"
Seal afirma que Kelly era bien consciente de la tradición del bushranger-héroe e intentó estar a la altura de este mito. Sus asaltos en Euroa y Jerilderie fueron en parte espectáculos públicos en los que la banda de Kelly actuó con cortesía con las mujeres, quemó documentos hipotecarios y entretuvo a sus rehenes.
Para la época en que Kelly fue declarado proscrito, el bushranger era un anacronismo. Australia estaba muy urbanizada, el telégrafo y el ferrocarril conectaban rápidamente el bush con la ciudad, y Kelly era ya un icono de un pasado romantizado. Para Seal, el fracaso de la banda de Kelly en descarrilar el tren en Glenrowan fue un símbolo del triunfo de la civilización moderna. Macintyre afirma que el hecho de que Kelly convirtiera equipos agrícolas en armaduras defensivas fue un símbolo irresistible de una época que pasaba.
Seal concluye que: "la figura de Ned Kelly ha dado lugar a la creación de una imagen nacional que guarda cierta relación con el hombre mismo, quizá el mismo parecido que tenía la armadura de Ned Kelly con las vertederas de arado de las que fue armada..... Es diferentes cosas para diferentes personas: un asesino, un Robin Hood australiano, un bandido social, un líder revolucionario, incluso un producto comercial. Pero para la mayoría de nosotros es de alguna manera esencialmente australiano".

### Impacto cultural

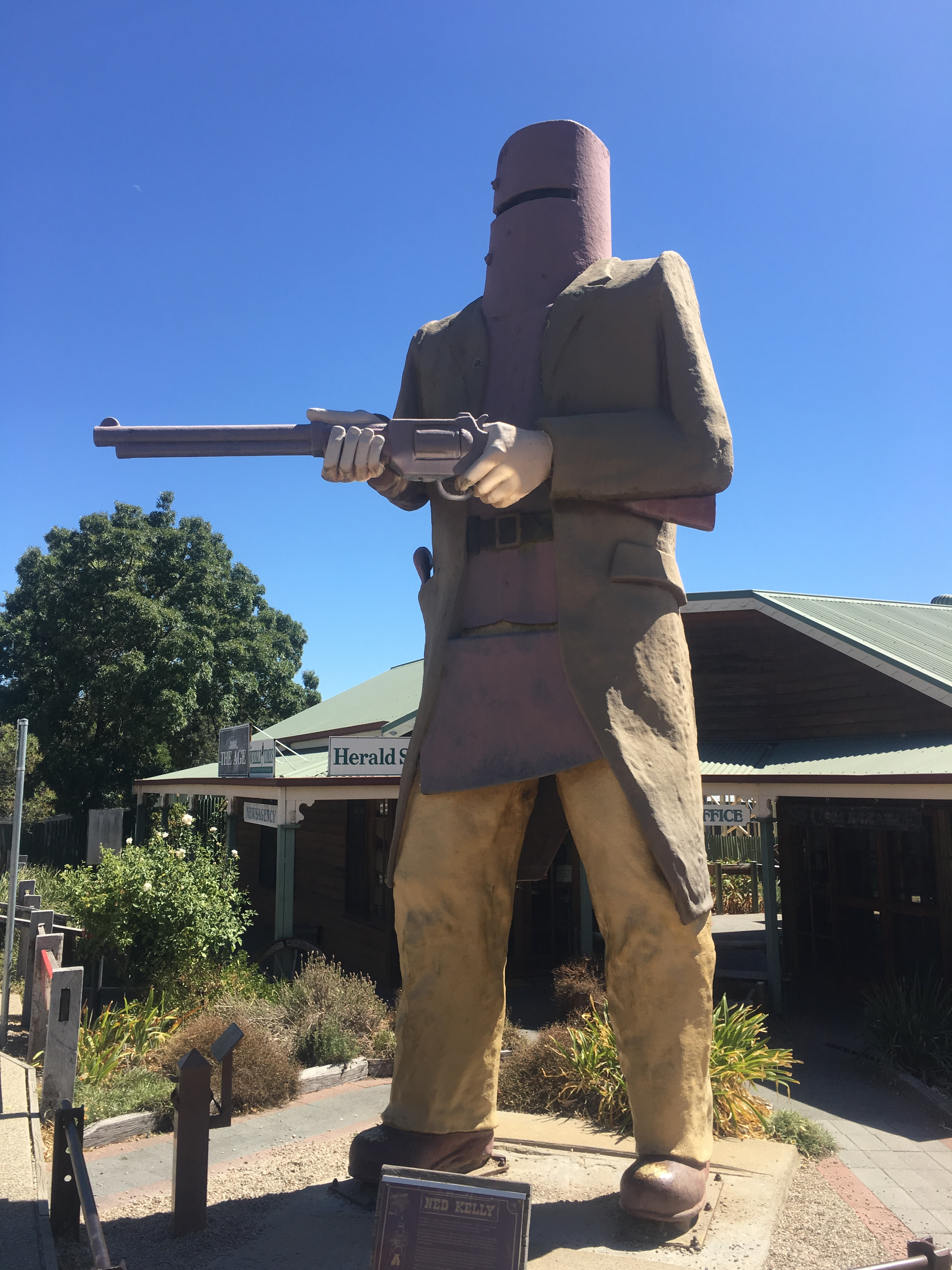
Estatua de Ned Kelly en la calle principal del poblado de Glenrowan, en Victoria.

Gracias al telégrafo, el asedio en Glenrowan se convirtió en un acontecimiento mediático nacional e internacional. Canciones, poemas, obras populares, ficción, libros y artículos de periódicos y revistas sobre la banda de Kelly proliferaron en las décadas posteriores a la muerte de Kelly. Para 1943 se habían publicado 42 obras importantes sobre Kelly.
En su honor se ha construido el museo de Ned Kelly en Glenrowan, Australia; y muchas de las armas y utensilios usados por él y su cuadrilla se exhiben allí. Desde su muerte, Kelly se convirtió en parte del folclore australiano, y es tema de gran cantidad de libros y de varias películas. Kelly ha ocupado un lugar destacado en el cine australiano desde el estreno en 1906 de The Story of the Kelly Gang, el primer largometraje dramático de la historia. Una de estas películas fue protagonizada por John Jarratt (The Last Outlaw, 1980), y otra por el actor Heath Ledger y dirigida por Gregor Jordan, Ned Kelly, comienza la leyenda (2003), basada en la novela Our Sunshine de 1991 escrita por Robert Drewe. Otra de las películas filmadas es Ned Kelly (1970) dirigida por Tony Richardson, y en la que es interpretado por Mick Jagger, vocalista de The Rolling Stones. En 2019 se estrenó la película La verdadera historia de la banda de Kelly, dirigida por el australiano Justin Kurzel y protagonizada por George Mackay. Una película cómica, Reckless Kelly (1993), se basó en la leyenda de Kelly.
En el ámbito de las artes visuales, la serie de Kelly de Sidney Nolan de 1946 y 1947 se considera "una de las mayores secuencias de la pintura australiana del siglo XX". Su estilizada representación del casco de Kelly se ha convertido en una imagen icónica australiana. Cientos de artistas vestidos como "Kellys nolanescos" protagonizaron la ceremonia de apertura de los Juegos Olímpicos de Sídney de 2000.
En la literatura, la obra de teatro en verso Ned Kelly, de Douglas Stewart, se presentó por primera vez en 1942.Our Sunshine (1991), de Robert Drewe, es un relato ficticio del asedio de Glenrowan. En 2001, Peter Carey ganó el Premio Man Booker por su novela True History of the Kelly Gang (La verdadera historia de la banda de Kelly), escrita desde el punto de vista de Kelly, que dio lugar a la película del mismo nombre en 2019. Los Premios Ned Kelly son los principales galardones australianos para la ficción de crimen y la literatura de crímenes reales.
Las primeras baladas sobre la banda de Kelly se publicaron en 1879 y rápidamente se convirtieron en un género popular. En 1939 Tex Morton grabó una balada de estilo country y wéstern sobre Kelly, y lo mismo hicieron luego cantantes como Slim Dusty, Smoky Dawson o Buddy Williams. Entre los artistas no australianos que han grabado canciones sobre Kelly figuran Waylon Jennings y Johnny Cash.
El término "turismo de Kelly" describe pueblos como Glenrowan, que se sostienen económicamente "casi por completo gracias a la memoria de Ned", mientras que el término "Kellyana" se refiere al coleccionismo de recuerdos, mercancías y otra parafernalia de Kelly. La frase "such is life" (así es la vida), las últimas palabras de Kelly, tal vez apócrifas, se han convertido en una parte muy citada de la leyenda. "As game as Ned Kelly" (arriesgado como Ned Kelly) es una expresión australiana para referirse a la valentía, y el término "barba de Ned Kelly" se utiliza para describir una tendencia de la moda "hipster". Los distritos rurales del noreste de Victoria se conocen colectivamente como "Kelly Country".

## Bibliografía

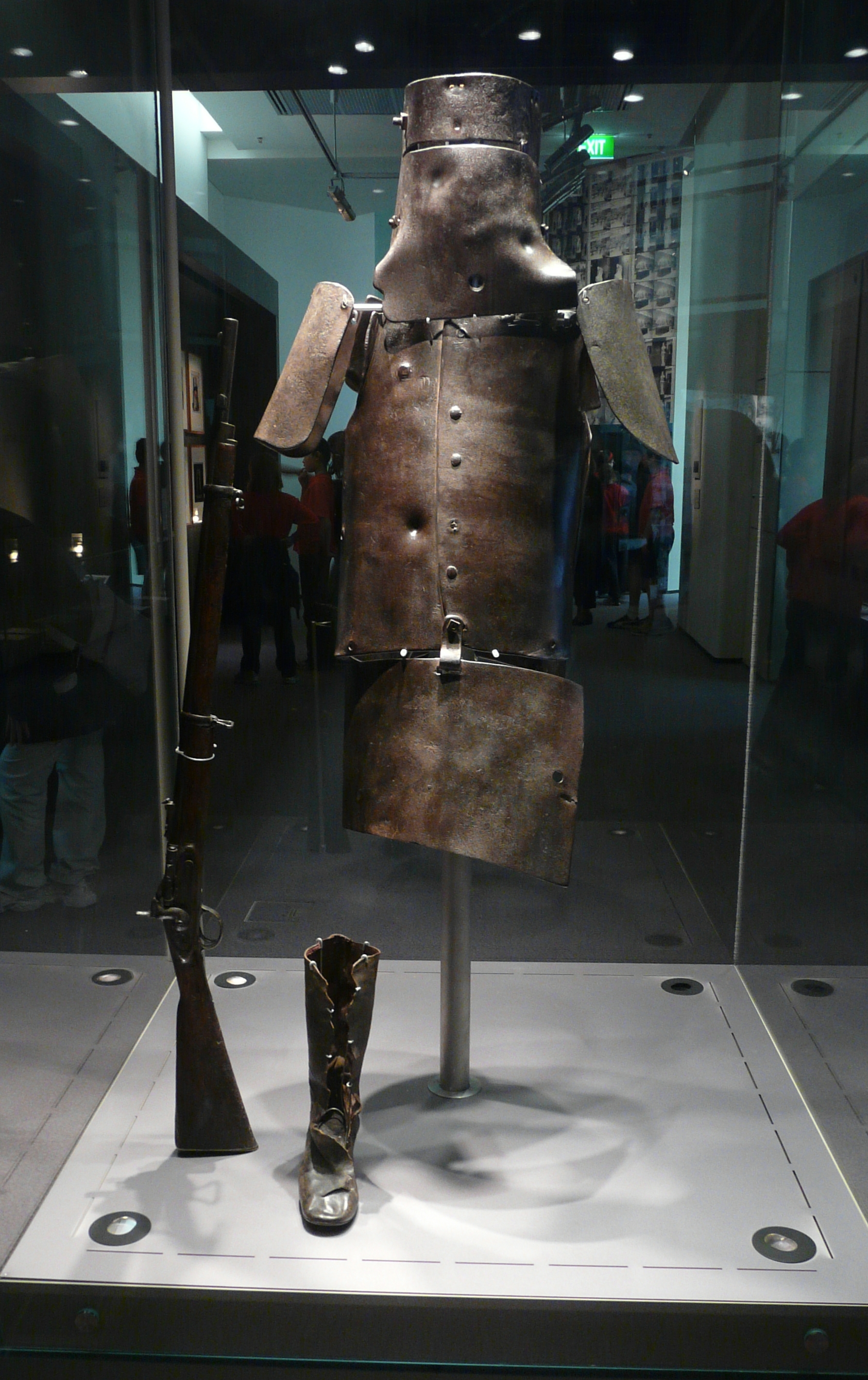
Armadura de Ned Kelly, exhibida en la Biblioteca del Estado de Victoria, en Melbourne.